# Pedro García de la Huerta Saravia
Pedro Vicente García de la Huerta Saravia (Santiago, 1788-ibíd., 1861) fue un político chileno. 

## Biografía
Hijo de Pedro Anselmo García de la Huerta Rosales y de Juana de Dios Saravia de Morandé. Casado con Perpetua Pérez Mascayano, hermana del presidente de Chile, José Joaquín Pérez (1861-1871), uno de sus hijos fue el político Manuel García de la Huerta Pérez. 
Inició su carrera política en el bando patriota, apoyó a José Miguel Carrera en su toma de poder, y participó de la firma del Reglamento Constitucional Provisorio de 1812, siendo en aquel entonces, oficial de milicias de caballería.
Diputado por Linares y Parral en 1825, reelegido en 1827. Nuevamente al Congreso en 1831, esta vez como parte del peluconismo, en representación de Cauquenes y Constitución, departamento por el que fue reelegido en 1834. En estos períodos integró la Comisión permanente de Gobierno, Relaciones Exteriores y la de Guerra y Marina.
Diputado por Itata en 1837, reelegido en 1840. Por Santiago en cuatro períodos consecutivos entre 1843 y 1855. En este período estuvo integrando las comisiones permanentes de Educación y Beneficencia y Hacienda e Industria.
Electo Senador suplente por Santiago en 1852, prestó juramento como titular en junio de ese mismo año, ocupando el cargo hasta 1858, fecha en que fue elegido senador titular por Linares, pero falleció en el cargo, en 1861.